# Гуськов Ілля Миколайович
Ілля́ Микола́йович Гусько́в (1887, місто Чистополь, тепер Татарстан, Російська Федерація — 1964, місто Москва, тепер Російська Федерація) — радянський діяч. Член Центральної контрольної комісії ВКП(б) у 1924—1927 роках. Член ВЦВК.

## Життєпис
Працював робітником. У революційному русі з 1905 року, учасник першої російської революції.
Член РСДРП з 1912 року.
Вів революційну роботу в Чистополі, Москві, Тамбові, Ростові-на-Дону, Баку.
За революційну діяльність був заарештований у квітні 1912 року, у червні 1912 року засуджений на адміністративне заслання.
У 1914 році знову заарештований, у липні 1915 року засуджений до адміністративного заслання в село Козачинське Єнісейської губернії. Після Лютневої революції в березні 1917 року — амністований. Повернувся до Чистополя, де організував партійний осередок.
У 1917 — травні 1918 року — інспектор Спілки швейників у Москві. Брав активну участь у Жовтневому перевороті 1917 року в Москві, виконував доручення військово-революційного комітету, постачав боєприпаси і продукти для загонів Червоної гвардії.
З травня 1918 року — член і заступник голови Чистопольської повітової ради Казанської губернії.
У серпні — жовтні 1918 року — голова Чистопольського повітового комітету РКП(б) Казанської губернії.
З вересня 1918 року — голова виконавчого комітету Чистопольської повітової ради Казанської губернії.
У 1919 році служив у Червоній армії, учасник громадянської війни в Росії.
До 1920 року — інструктор Казанського губернського комітету РКП(б).
У 1920—1921 роках — на відповідальній роботі в Білоруській РСР.
З березня 1921 року — голова кооперативу швейників, на адміністративно-господарській та профспілковій роботі в Москві.
З липня 1941 року — в Червоній армії, учасник німецько-радянської війни. Був добровольцем у Народному ополченні Москви, служив на політичній роботі в окремій зенітній артилерійській бригаді. З серпня 1942 року — заступник начальника хлібопекарні із політичної частини 84-ї гвардійської стрілецької дивізії 11-ї гвардійської армії Брянського фронту.
З 1949 року — персональний пенсіонер у Москві.
Помер у 1964 році в Москві.

## Звання
- гвардії старший лейтенант

## Нагороди та відзнаки
- орден Червоної Зірки (1.01.1944)
- медаль «За бойові заслуги» (4.09.1943)